# Geomyza envirata
Geomyza envirata är en tvåvingeart som beskrevs av John Richard Vockeroth 1965. Geomyza envirata ingår i släktet Geomyza och familjen gräsflugor. Inga underarter finns listade i Catalogue of Life.